# Cook (Minnesota)
Cook és una població dels Estats Units a l'estat de Minnesota. Segons el cens del 2000 tenia 622 habitants.

## Demografia
Segons el cens del 2000, Cook tenia 622 habitants, 275 habitatges, i 158 famílies. La densitat de població era de 304 habitants per km².
Dels 275 habitatges en un 27,3% hi vivien nens de menys de 18 anys, en un 38,9% hi vivien parelles casades, en un 13,1% dones solteres, i en un 42,5% no eren unitats familiars. En el 39,3% dels habitatges hi vivien persones soles el 24,4% de les quals corresponia a persones de 65 anys o més que vivien soles. El nombre mitjà de persones vivint en cada habitatge era de 2,11 i el nombre mitjà de persones que vivien en cada família era de 2,82.
Per edats la població es repartia de la següent manera: un 21,5% tenia menys de 18 anys, un 8% entre 18 i 24, un 24,1% entre 25 i 44, un 19,8% de 45 a 60 i un 26,5% 65 anys o més.
L'edat mediana era de 42 anys. Per cada 100 dones de 18 o més anys hi havia 80,1 homes.
La renda mediana per habitatge era de 21.607 $ i la renda mediana per família de 34.643 $. Els homes tenien una renda mediana de 30.833 $ mentre que les dones 22.232 $. La renda per capita de la població era de 15.848 $. Entorn del 9,5% de les famílies i el 13% de la població estaven per davall del llindar de pobresa.

## Poblacions més properes
El següent diagrama mostra les poblacions més properes.